# Amelogenina
Amelogenina es una proteína hidrofóbica producida por los ameloblastos durante el desarrollo del esmalte dental, esta pertenece a la familia de proteínas de la matriz extracelular.
El esmalte desarrollado contiene alrededor de 30% de proteína, y el 90% de este son amelogeninas.   

## Función
Aunque no está completamente entendida la función de las amelogeninas, se cree que contribuyen en la organización de la estructura del esmalte durante el desarrollo dental. Las últimas investigaciones indican que esta proteína regula la iniciación y crecimiento de los cristales de hidroxiapatita durante la mineralización del esmalte dental. En adición, las amelogeninas parecen ayudar en el desarrollo del cemento al dirigir a las células que forman el cemento hacia la superficie del diente.
Otras proteínas significativas en el esmalte son ameloblastinas, enamelinas, y tuftelinas.

## Gen
El gen de la amelogenina es un gen de copia única, homólogos del cual están ubicados sobre los cromosomas sexuales X e Y en la ubicación: Xp22.1-Xp22.3 e Yp 11.2. El gen para la amelogenina puede ser usado en la determinación del sexo de muestras provenientes de
origen humano desconocido a través de la Reacción en Cadena de La Polimerasa (PCR). Usando un cebador o primer (término habitual en inglés) específico para el intron 1 del gen, la secuencia del gen para el intron puede ser amplificada. 
En el cromosoma X, el gen AMELX, da lugar a un producto de amplificación (amplicon) de 106 bp y en el cromosoma Y, el gen AMELY, un amplicon de 112 bp, de forma que el gen en el cromosoma Y posee 6 bp más que en el cromosoma X. Esta característica particular del gen permite su empleo en estudios de identificación del sexo de un individuo en pruebas forenses. El gen AMELX contiene una deleción de 6 bp (pares de bases) en el intron 1. Por lo tanto, cuando los amplicons están corriendo sobre un gel de agarosa, muestras de origen masculino (XY) mostraran dos bandas sobre un gel de agarosa (una para el fragmento de 106 bp y otro para el fragmento de 112 bp), mientras que las de origen femenino (XX) mostraran una sola banda. Así, este proceso sirve para la determinación del sexo de muestras desconocidas.

## Uso en la determinación del sexo
Sin embargo, mutaciones en el fragmento Y-derivado del gen puede resultar en fallo en la amplificación 
del alelo Y, causando errores de identificación de la muestra biológica como si fuera femenina. 
La tasa de error no es muy grande. En un estudio, el test de amelogenina fue llevado a cabo sobre 1224 individuos participantes en un estudio biomédico y fue estimada la concordancia entre el sexo referido en la base de datos y el test de amelogenina. Se encontró que la concordancia general fue de 99.84% (1222/1224).
 Solamente dos individuos fueron reportados como teniendo un sexo diferente usando amelogenina (que su actual sexo).
La población India sin embargo parece tener una tasa inusualmente alta de deleción de amelogenina en el cromosoma Y.

En un estudio, Thangaraj y colegas estudiaron un total de 270 muestras masculinas, de las cuales 5 hombres mostraron una deleción del cromosoma Y específico de amelogenina (1.85%). 
Los autores proponen llamarlo  “Hombres con amelogenina borrada” (Deleted Amelogenin Males = DAMs),
pero que para la detección de la presencia de otros marcadores cromosoma Y específicos (por ej. SRY, STR y 50f2) podrían haber sido identificados como mujeres.

Considerando las consecuencias de los resultados obtenidos usando solamente el marcador amelogenina, los autores sugieren el uso de marcadores adicionales de cromosoma-Y para una inequívoca identificación del género. Esto ocurre con una determinada frecuencia en las muestras forenses pertenecientes a individuos con una inserción en el gen del cromosoma Y, así los cromosomas femeninos XX solo presentan un "peak" a 104 pb.
En un estudio realizado en un hospital en México, investigadores que utilizaron este gen para el ensayo de identificación del sexo, concluyeron que "este ensayo es confiable, sencillo, rápido y económico, Además de requerir cantidades mínimas de material genético".

## Significancia Clínica
Mutaciones en el gen AMELX pueden causar amelogenesis imperfecta, un desorden del desarrollo del esmalte dental.